# Liste der Monuments historiques in Bouleurs
Die Liste der Monuments historiques in Bouleurs führt die Monuments historiques in der französischen Gemeinde Bouleurs auf.

## Liste der Objekte
| Bezeichnung                                 | Beschreibung    | Standort                                 | Kennzeichnung | Schutzstatus | Datum | Bild |
| ------------------------------------------- | --------------- | ---------------------------------------- | ------------- | ------------ | ----- | ---- |
| Bleiglasfenster: Saint Jean devant Domitien | 16. Jahrhundert | in der Kirche Ste-Marie-Madeleine (Lage) | PM77000156    | Classé       | 1906  |      |